# Wapen van De Bilt

Het wapen van de gemeente De Bilt (sinds 2000)

Het wapen van De Bilt is het gemeentelijke wapen van de Utrechtse gemeente De Bilt. Het wapen werd op 4 december 2000 door de Hoge Raad van Adel aan de toenmalige gemeente toegekend. Het verving het wapen uit 1816.

## Geschiedenis
Grote delen van De Bilt waren lange tijd in bezit van het klooster te Oostbroek, dat gewijd is aan Sint Laurentius. Het attribuut van deze heilige is het rooster dat al aanwezig was in het zegel van de ambachtsheerlijkheid Oostbroek, De Bilt, Kolenberg en Over de Vecht. 
Na de gemeentelijke herindeling in 2001, waarbij de gemeente Maartensdijk bij De Bilt werd gevoegd, werd het wapen gewijzigd. De basis voor de wijziging was het oude wapen van Maartensdijk, waarin St. Maarten werd afgebeeld, die de helft van zijn mantel aan een bedelaar schenkt. Dit wordt gesymboliseerd door de schuine doorsnijding van het schild.

## Blazoenen

### Blazoen uit 1816
De beschrijving luidde als volgt:
Van zilver met een St.Laurensrooster van sabel.

Wapen van 1816

N.B.: de heraldische kleuren zijn zilver (wit) en sabel (zwart).

### Blazoen uit 2000
De beschrijving van het wapen dat op 4 december 2000 werd toegekend, luidt:
Geschuind van goud en azuur en over alles heen een Sint Laurensrooster, geschuind van sabel en zilver. het schild gedekt met een gouden kroon van drie bladeren en twee parels.
N.B.: de heraldische kleuren zijn goud (geel), azuur (blauw), sabel (zwart) en zilver (wit).

## Verwant wapen

Het wapen van Maartensdijk; niet de afbeelding, maar de symboliek van dit wapen is in het nieuwe wapen opgenomen